# Cristina Llanos
Cristina Llanos (nascuda el 3 de desembre de 1975), és una cantant i guitarrista del grup madrileny Dover.
Va deixar els estudis després de repetir 3r de BUP, després de viure sis mesos a Londres va treballar a les botigues de roba que la seva mare regenta en un centre comercial de Majadahonda. És la germana menor d'Amparo Llanos, guitarrista i líder de la banda Dover, que va influir en ella ensenyant-lo a tocar la guitarra i donant-lo a conèixer grups musicals com The Beatles, R.E.M. o Nirvana.
Va tenir una breu estada a Anglaterra de mig any després de la qual va tornar i va començar la seva carrera musical.
Va començar la seva carrera el 1994 amb la seva germana Amparo i amb Jesús, van trobar un baixista (Álvaro Díaz) i van gravar l'àlbum "Sister", amb el qual es van emportar una gran decepció en vendre sol 1000 còpies. Després arribaria "Devil came to me" (1997) amb el que van aconseguir un notable èxit de vendes, 40.000 còpies. El 2006, van publicar el que fins ara és el seu últim àlbum, Follow the city lights.